# شهرك بختيار دشت
شهرك بختيار دشت هي قرية في مقاطعة أصفهان، إيران. عدد سكان هذه القرية هو 327 في سنة 2006.